# Margit Kalocsai
Margit Kalocsai   (Budapest, 27 de desembre de 1909 - Érd, 23 de novembre de 1993) va ser una gimnasta artística hongaresa que va competir durant la dècada de 1930.
El 1936 va prendre part en els Jocs Olímpics de Berlín, on guanyà la medalla de bronze en la competició del concurs complet per equips del programa de gimnàstica.